# Lijst van films van 20th Century Fox

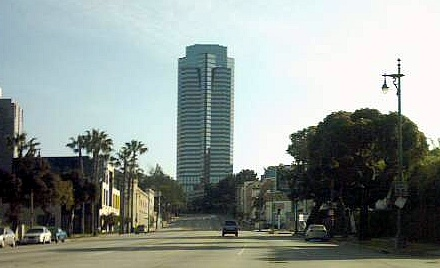
Fox Plaza, hoofdkantoor van Fox Filmed Entertainment

Een lijst van de (meeste) films van de Amerikaanse filmstudio 20th Century Fox. Zie voor een complete lijst van de film van 20th Century Fox, de externe links.

## Films

### 1930-1939
- Heidi (1937)
- Alexander's Ragtime Band (1938)
- Rebecca of Sunnybrook Farm (1938)
- The Adventures of Sherlock Holmes (1939)
- The Little Princess (1939)
- Young Mr. Lincoln (1939)

### 1940-1949
- The Mark of Zorro (1940)
- The Grapes of Wrath (1940)
- How Green Was My Valley (1941)
- The Black Swan (1942)
- The Song of Bernadette (1943)
- The Ox-Bow Incident (1943)
- The Gang's All Here (1943)
- Heaven Can Wait (1943)
- My Friend Flicka (1943)
- Jane Eyre (1944)
- Laura (1944)
- State Fair (1945)
- Leave Her to Heaven (1945)
- Anna and the King of Siam (1946)
- The Ghost and Mrs. Muir (1947)
- Gentleman's Agreement (1947)
- Miracle on 34th Street (1947)
- Sitting Pretty (1948[1])
- Unfaithfully Yours (1948)

### 1950-1959
Het wereldberoemde Fox Fanfare is door Alfred Newman gecompenseerd en werd voor het eerst in associatie met het Fox-logo afgespeeld bij de film The Day the Earth Stood Still uit 1951. De langere versie is sinds de CinemaScope-producties te horen als ondersteuning van het logo.
- All About Eve (1950)
- Cheaper by the Dozen (1950)
- The Day the Earth Stood Still (1951)
- Viva Zapata! (1952)
- Gentlemen Prefer Blondes (1953)
- The Robe (1953[2])
- How to Marry a Millionaire (1953)
- Carmen Jones (1954)
- River of No Return (1954)
- The Seven Year Itch (1955)
- Love Is a Many-Splendored Thing (1955)
- The King and I (1956)
- Anastasia (1956)
- Carousel (1956)
- Bus Stop (1956)
- The Girl Can't Help It (1956)
- Peyton Place (1957)
- Will Success Spoil Rock Hunter? (1957)
- The Fly (1958)
- The Inn of the Sixth Happiness (1958)
- The Diary of Anne Frank (1959[3])
- Journey to the Center of the Earth (1959)

### 1960-1969
- The Hustler (1961)
- The Longest Day (1962)
- Cleopatra (1963[4])
- Zorba de Griek (1964)
- Hush... Hush, Sweet Charlotte (1964)
- The Sound of Music (1965)
- The Flight of the Phoenix (1965)
- Those Magnificent Men in their Flying Machines (1965)
- Fantastic Voyage (1966)
- The Sand Pebbles (1966)
- Batman: The Movie (1966)
- The Bible: In the Beginning (1966)
- Our Man Flint (1966)
- Doctor Dolittle (1967)
- Valley of the Dolls (1967)
- Planet of the Apes (1968)
- Star! (1968)
- Butch Cassidy and the Sundance Kid (1969)
- Hello, Dolly! (1969)
- The Prime of Miss Jean Brodie (1969)

### 1970-1979
- Planet of the Apes (1970[5])
- M*A*S*H (1970)
- Patton (1970)
- Tora! Tora! Tora! (1970)
- Myra Breckinridge (1970)
- The French Connection(1971-1975[6])
- The Poseidon Adventure (1972)
- The Paper Chase (1973)
- Harry and Tonto (1974)
- The Towering Inferno[7] (1974)
- Young Frankenstein (1974)
- The Rocky Horror Picture Show (1975)
- Silent Movie (1976)
- Silver Streak (1976)
- The Omen (1976)
- Star Wars[8] (1977[9])
- Julia (1977)
- High Anxiety (1977)
- Breaking Away (1979)
- Norma Rae (1979)
- All That Jazz (1979)
- Alien (1979)

### 1980-1989
- Star Wars: Episode V: The Empire Strikes Back[8] (1980)
- Nine to Five (1980)
- History of the World: Part I (1981)
- Porky's (1982[10])
- Eating Raoul (1981)
- Star Wars: Episode VI: Return of the Jedi[8] (1983)
- The King of Comedy (1983)
- Bachelor Party (1984)
- Revenge of the Nerds (1984)
- Romancing the Stone (1984)
- Cocoon (1985)
- Aliens (1986)
- Broadcast News (1987)
- Predator (1987)
- Wall Street (1987)
- Die Hard (1988)
- Working Girl (1988)
- Big (1988)

### 1990-1999
- Home Alone (1990)
- Die Hard 2: Die Harder (1990)
- Hot Shots! (1991)
- Alien³ (1992)
- Mrs. Doubtfire (1993)
- Speed (1994)
- Independence Day (1996)
- William Shakespeare's Romeo + Juliet (1996)
- Alien: Resurrection (1997)
- Titanic (1997) (coproductie met Paramount Pictures)
- Bulworth (1998)
- There's Something About Mary (1998)
- How Stella Got Her Groove Back (1998)
- Star Wars: Episode I: The Phantom Menace[8] (1999)
- Fight Club (1999)
- Anna and the King (1999)
- Titan A.E. (2000)

### 2000-2009
Zie voor meer informatie, de noot.
- Big Momma's House (2000)
- Dude, Where's My Car? (2000)
- X-Men (2000)
- Cast Away (2000)
- Freddy Got Fingered (2001)
- From Hell (2001)
- Moulin Rouge! (2001)
- Ice Age (2002)
- Star Wars: Episode II: Attack of the Clones[8] (2002)
- Die Another Day[12] (2002)
- Planet of the Apes (2002)
- Just Married (2003)
- Cheaper by the Dozen (2003)
- The League of Extraordinary Gentlemen (2003)
- The Day After Tomorrow (2004)
- Garfield (2004)
- Alien vs. Predator (2004)
- Fat Albert (2004)
- Robots (2005)
- Star Wars: Episode III: Revenge of the Sith[8] (2005)
- Mr. & Mrs. Smith (2005)
- In Her Shoes (2005)
- Walk the Line (2005)
- Big Momma's House 2 (2006)
- The Sentinel (2006)
- Ice Age: The Meltdown (2006)
- Andrew Henry's Meadow (2006)
- My Super Ex-Girlfriend (2006)
- Becoming Glen (2006)
- Behind Enemy Lines II: Axis of Evil (2006)
- The Deep Blue Goodbye (2006)
- Die Hard 4.0 (2006)
- Josiah's Canon (2006)
- Laws of Chance (2006)
- Reckless (2006)
- Reno 911!: Miami (2006)
- Night at the Museum (2006)
- Strange Wilderness (2006)
- Eragon (2006)
- Mrs. Doubtfire 2 (2006)
- Flicka (2006)
- Idiocracy (2006)
- The Devil Wears Prada (2006)
- Garfield: A Tail of Two Kitties (2006)
- X-Men: The Last Stand (2006)
- Dr. Dolittle 3 (2006)
- Fantastic Four 2 (2007)
- Aliens vs. Predator: Requiem (2007)
- Gangsta M.D. (2007)
- The Giver (2007)
- Hitman (2007)
- The Simpsons Movie (2007)
- Horton Hears a Who! (2008)
- The Dive (2008)
- Alvin and the Chipmunks (2008) (van Regency Enterprises, Bagdasrian Productions)
- Avatar (2009)
- Alvin and the Chipmunks: The Squeakquel (2009) (van Regency Enterprises, Bagdasrian Film Company)
- Night at the Museum: Battle of the Smithsonian (2009)
- Ice Age: Dawn of the Dinosaurs (2009)
- X-Men Origins: Wolverine (2009)

### 2010-2020
- Percy Jackson & The Lightning Thief (2010)
- My Name is Khan (2010)
- Wall Street - Money Never Sleeps (2010)
- Fantastic Mr. Fox (2010)
- Date Night (2010)
- Tooth Fairy (2010)
- The A-Team (2010)
- Knight and Day (2010)
- Marmaduke (2010)
- Predators (2010)
- Ramona and Beezus (2010)
- Unstoppable (2010)
- The Chronicles of Narnia: The Voyage of the Dawn Treader (2010)
- Diary of a Wimpy Kid (2010)
- Gulliver's Travels (2010)
- Love and Other Drugs (2010)
- Rio (2011)
- Diary of a Wimpy Kid: Rodrick Rules (2011)
- Wrong Turn 4: Bloody Beginnings (2011)
- Diary of a Wimpy Kid: Dog Days (2012)
- Ice Age: Continental Drift (2012)
- Rio 2 (2014)
- The Book of Life (2014)

## Lijst van films van 20th Century Studios
- Goshen Indiana Filme (2021)